# 肥前竜王駅
肥前竜王駅（ひぜんりゅうおうえき）は、佐賀県杵島郡白石町大字坂田にある、九州旅客鉄道（JR九州）長崎本線の駅である。駅名は旧竜王村に由来する。

## 歴史
- 1930年（昭和5年）3月9日：鉄道省の駅として開設[2]。竜王駅と区別するため肥前竜王（ひぜんりゅうおう）となった。
- 1972年（昭和47年）2月10日：貨物及び荷物扱い廃止[2]。無人駅化[3]。
- 1987年（昭和62年）4月1日：国鉄分割民営化により九州旅客鉄道が継承[2]。
- 2015年（平成27年）5月22日：当駅1番線に進行方向の異なる2本の列車が同時に在線するトラブルが発生した[4][5]。列車衝突や脱線は発生せず死傷者も出なかったが、重大インシデントとして調査官2名が派遣されるなどの事態となった。

## 駅構造
相対式ホーム2面2線を有する地上駅。互いのホームは跨線橋で連絡している。ホームは817系電車に対応し2両分がかさ上げされている。このため、4両編成だと大きな段差がある箇所があるため、乗降に注意を要する。上り線を通過線とする1線スルー配線となっている。隣の肥前白石駅同様駅舎が下り線側にあるため、普通電車同士の待ち合わせがない場合には普通列車を上下共下り線側に入線させ、乗降客が跨線橋を渡らずに済むようにする柔軟な運用が行われている。

### のりば
| のりば | 路線      | 方向 | 行先                 | 備考                               |
| ------ | --------- | ---- | -------------------- | ---------------------------------- |
| 1・2   | ■長崎本線 | 下り | 諫早・長崎方面       | 全列車、1番のりば （駅舎側）に停車 |
| 1・2   | ■長崎本線 | 上り | 江北・佐賀・鳥栖方面 | 全列車、1番のりば （駅舎側）に停車 |

## 利用状況
2016年度の1日平均乗車人員は154人である。
2017年度分から非公表。
| 年度   | 1日平均 乗車人員 |
| ------ | ---------------- |
| 2000年 | 137              |
| 2001年 | 135              |
| 2002年 | 163              |
| 2003年 | 166              |
| 2004年 | 161              |
| 2005年 | 149              |
| 2006年 | 147              |
| 2007年 | 153              |
| 2008年 | 159              |
| 2009年 | 154              |
| 2010年 | 142              |
| 2011年 | 155              |
| 2012年 | 182              |
| 2013年 | 189              |
| 2014年 | 169              |
| 2015年 | 153              |
| 2016年 | 154              |

## 駅周辺
旧有明町の市街が駅の北東側に広がり、その周囲は水田地帯である。
- 白石町交流館ゆめてらす（旧有明町役場→白石町役場本庁）
- 白石町立有明中学校
- 国道207号 - 長崎本線に並行する
- 長崎街道
- 有明スカイパークふれあい郷
- 稲佐神社 - 北西へ約3.5 km

### バス路線
- 祐徳バス「竜王駅前」バス停 - 国道207号上。駅から東へ約100メートル。
  - 江北駅前 → 牛津 → 徳万 → 県警本部前 → 佐賀駅バスセンター
  - 鹿島バスセンター → 中川 → 祐徳神社
- 白石町コミュニティタクシーいこカー牛間田横手線「竜王駅」停留所
  - 横手 → 白石町役場 → 白石駅前
  - いちい公園

## 隣の駅
九州旅客鉄道（JR九州）
■長崎本線
肥前白石駅 - 肥前竜王駅 - 肥前鹿島駅